# Minh Long (xã)
Minh Long là một xã thuộc huyện Hạ Lang, tỉnh Cao Bằng, Việt Nam.

## Địa lý
Minh Long là xã cực bắc của huyện Hạ Lang, có vị trí địa lý:
- Phía đông giáp xã Lý Quốc
- Phía tây giáp huyện Trùng Khánh và xã Thắng Lợi
- Phía nam giáp xã Đồng Loan và xã Lý Quốc
- Phía bắc giáp Trung Quốc.

Xã Minh Long có diện tích 39,42 km², dân số năm 2019 là 1.942 người, mật độ dân số đạt 49 người/km².
Trên địa bàn xã có một số ngọn núi như Phia Đan, Ba Xe, Bó Nưa, Đông Đín, Đon Đa, Nà Ma, Pác Ma, Phải Cát, Phia Ràng, Phải Cái, Pò Luồng, Pò Luồng Vài, Lung Nặm. Ngoài sông Quây Sơn tạo thành biên giới tự nhiên với Trung Quốc, Minh Long còn có các suối Bản Thang, Nà Vị, Luộc Khiếu, Luộc Khểnh, Nà Quản.
Xã có công trình thủy lợi đập Ái Cảnh, có tỉnh lộ 206 chạy qua địa bàn, trong đó có một đoạn chạy dọc theo bờ sông Quây Sơn.

## Lịch sử
Ngày 15 tháng 9 năm 1969, giải thể huyện Hạ Lang, xã Minh Long được sáp nhập vào huyện Trùng Khánh.
Ngày 10 tháng 6 năm 1981, Hội đồng Chính phủ ban hành Quyết định 245-CP về việc:
- Thành lập xã Đồng Loan trên cơ sở sáp nhập 2 xóm: Bản Nha, Luộc Phiong tách từ xã Minh Long
- Tách 4 xóm: Lý Vạn, Lũng Phấu, Khi Chao, Nậm Tốc của xã Minh Long để sáp nhập vào xã Lý Quốc.

Ngày 1 tháng 9 năm 1981, xã Minh Long được chuyển về huyện Hạ Lang vừa tái lập.
Đến năm 2019, xã Minh Long được chia thành 10 xóm: Đa Trên, Đa Dưới, Luộc Khiếu, Luộc Khếnh, Nà Quản, Nà Vị, Bản Suối, Bản Thang, Bản Khúy, Nà Ma.
Ngày 9 tháng 9 năm 2019, Hội đồng Nhân dân tỉnh Cao Bằng ban hành Nghị quyết số 27/NQ-HĐND về việc:
- Sáp nhập hai xóm Luộc Khiếu và Bản Khúy thành xóm Trường Yên
- Sáp nhập hai xóm Đa Trên và Đa Dưới thành xóm Lũng Đa
- Sáp nhập hai xóm Nà Ma và Luộc Khếnh vào xóm Bản Thang.

## Hành chính
Xã Minh Long được chia thành 6 xóm: Bản Suối, Bản Thang, Lũng Đa, Nà Quản, Nà Vị, Trường Yên.